# Alexander Jeremejewitsch Minkin
Alexander Jeremejewitsch Minkin (russisch Александр Еремеевич Минкин; * 1887 in Moskau; † 1955) war ein sowjetischer Diplomat.

## Leben
Alexander Minkin wurde ab 1896 in einem Porzellanladen, bei einem Uhrmacher und bei einem Verlag beschäftigt. 1903 nahm er in Moskau an einer bewegten Versammlung teil und trat in die Sozialdemokratische Arbeiterpartei Russlands ein. Im Herbst 1903 wurde er verhaftet und nach Tobolsk verbannt. Dort verteilte er Broschüren der Sozialdemokratischen Arbeiterpartei Russlands in der örtlichen Garnison. Um den Schikanen der Polizei zu entgehen, wich er nach Perm und dann nach Jekaterinburg aus. Dort konnte er seine Fertigkeiten beim Druck von Öffentlichkeitsarbeit einbringen. Er übernahm Aufgaben bei der Vorbereitung des bewaffneten Aufstandes im Dezember 1905 in Motowilicha (heute ein Stadtteil von Perm). Bei dieser Gelegenheit traf er Jakow Michailowitsch Swerdlow, dessen Frau Klawdija Nowgorodzewa und Sergei Tscherepanow  (* 19. März 1881 in Kungur; † August 1918).
Darauf zog Minkin von Perm nach Ufa, wo er eine Druckerei aufzubauen half,  verhaftet wurde und in die Provinz des Jenissei verbannt wurde. Von hier entwich er über die Mandschurei, Japan und Hawaii nach Chicago, wo er Vertreter der zentralamerikanischen Sozialistischen Partei traf, eine sozialistische Partei aufbaute und zu den Gründern der russischen sozialistischen Ausgabe der Zeitung Novyi Mir gehörte. 
Ende April 1917 kehrte Minkin nach Petersburg zurück, wo er Vorsitzender der Kommunistischen Partei der Stadt und des Bezirks wurde. Auf seine Initiative durchliefen etwa 250 Menschen eine Agitatorausbildung. Er tat viel, um den Einfluss der Menschewiki und Sozialrevolutionäre zu lähmen und agitierte als Vorsitzender der Druckergewerkschaft mit etwa 26.000 Mitgliedern für die Bolschewiki.
Nach der Oktoberrevolution wurde Minkin Volkskommissar für das Pressewesen. 
1919 war er Vorsitzender der KP in Pensa. Er wurde mit der Leitung der Goznak-Fabrik in Perm beauftragt.
Später war er Vorsitzender der KP in Perm, Samara und Archangelsk.
Anschließend wurde er bei der Kommunistischen Internationale beschäftigt.
Boris Kraevsky vertrat die Южамторга (Yuzhamtorg, eine sowjetische Handelsmission) seit 1926 in Buenos Aires, als er 1930 von Minkin abgelöst wurde. 1931 nahmen die Büros der Yuzhamtorg zwei Stockwerke eines Gebäudes an der Avenida de Mayo ein, als sie im Juli von der Polizei durchsucht wurden. Minkin verlegte daraufhin das Büro nach Montevideo, wo er ab dem Frühjahr als Ministre plénipotentiaire akkreditiert war. Nach dem Scheitern des Aufstandes von Luís Carlos Prestes am 27. November 1935 gegen das Regime von Getúlio Vargas in Brasilien wurde Minkin aus Montevideo ausgewiesen.
1938 wurde er bei den Stalinschen Säuberungen verhaftet, zu 18 Jahren Freiheitsentzug verurteilt und 1955 rehabilitiert. 
| Vorgänger                             | Amt                                                                | Nachfolger                         |
| ------------------------------------- | ------------------------------------------------------------------ | ---------------------------------- |
| Alexander Ippolitowitsch Scherbatskoi | sowjetischer Ministre plénipotentiaire in Montevideo 1934 bis 1935 | 1943 1944 Sergey Alexeyevich Orlov |